# 魔法使いになる方法 (ゲーム)
『魔法使いになる方法』（まほうつかいになるほうほう、朝: 마법사가 되는 방법）は、TGLより発売されたコンピュータゲーム、および、そのシリーズ。

## 概要
魔法使いの見習いとなって、師匠のもとで修行をしながら魔法使いを目指していくシミュレーションロールプレイングゲーム。
主人公は、魔法材料を集めて調合することで魔法を覚えていく。
韓国でも「마법사가 되는 방법」というタイトルで発売されている。

## 発売タイトル
魔法使いになる方法
ライム、ベリー、ナッツの三人の少女が主人公で、難易度はライムが易しく、ベリーが普通で、ナッツが難しい設定となっている。
セガサターン版とPlayStation版では、登場人物の「エル=セネリア」の声優を増山江威子が務めている。
- Windows 95版 1997年3月14日発売（「魔法使いになる方法～魔法の森の物語～」）
- セガサターン版 1998年8月27日発売
- PlayStation版 1999年2月18日発売

魔法使いになる方法～夢見る星の物語～
パインという少女が主人公。前作のライムが師匠となっている。
- Windows 95版 1997年7月25日発売